# Jardín botánico de San Fernando
El jardín botánico de San Fernando es un jardín botánico de unas 9 hectáreas de extensión, que se encuentra junto al parque natural de la Bahía de Cádiz, en el término municipal de San Fernando en la provincia de Cádiz, España.
El jardín depende administrativamente de la Junta de Andalucía siendo uno de los jardines botánicos de la red, que la Junta ha creado en los últimos tiempos en Andalucía. Forma parte de la Asociación Ibero-Macaronésica de Jardines Botánicos. 
Sus objetivos son los de preservar las especies vegetales de la Bahía de Cádiz amenazadas o en vías de extinción y los endemismos, así como favorecer el conocimiento del público en general del uso humano de su entorno vegetal. 

## Localización
Se encuentra situado en la Avenida Pery-Junquera y de San Ignacio, junto a las oficinas del parque natural de la Bahía de Cádiz. Situado en el interior del casco urbano de San Fernando.

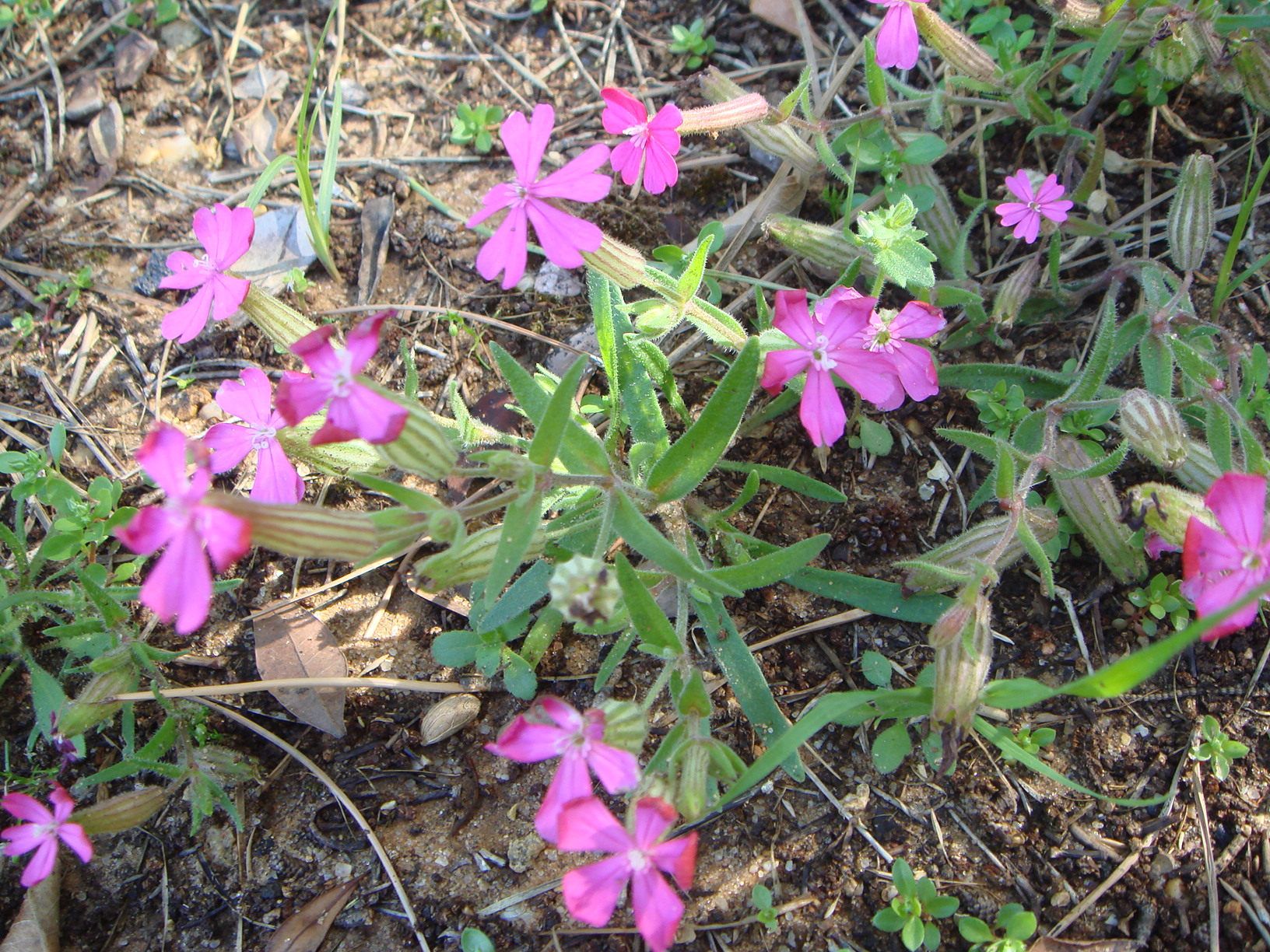
Silene stockenii. Endemismo gaditano

Se encuentra abierto todo el año. La entrada es libre

## Historia
El jardín botánico de San Fernando ocupa los terrenos de un antiguo vivero forestal.
Aúna la tradición de los jardines botánicos del siglo XVIII, cuyo fin era la aclimatación de plantas de interés económico o estético, con la concepción moderna de los mismos, enfocada a la educación y la conservación.

## Colecciones botánicas
el penealberga más de 600 especies de plantas de diversos ecosistemas del "Sector Biogeográfico Gaditano-Onubo-Algarviense", agrupadas en las siguientes secciones de vegetación:

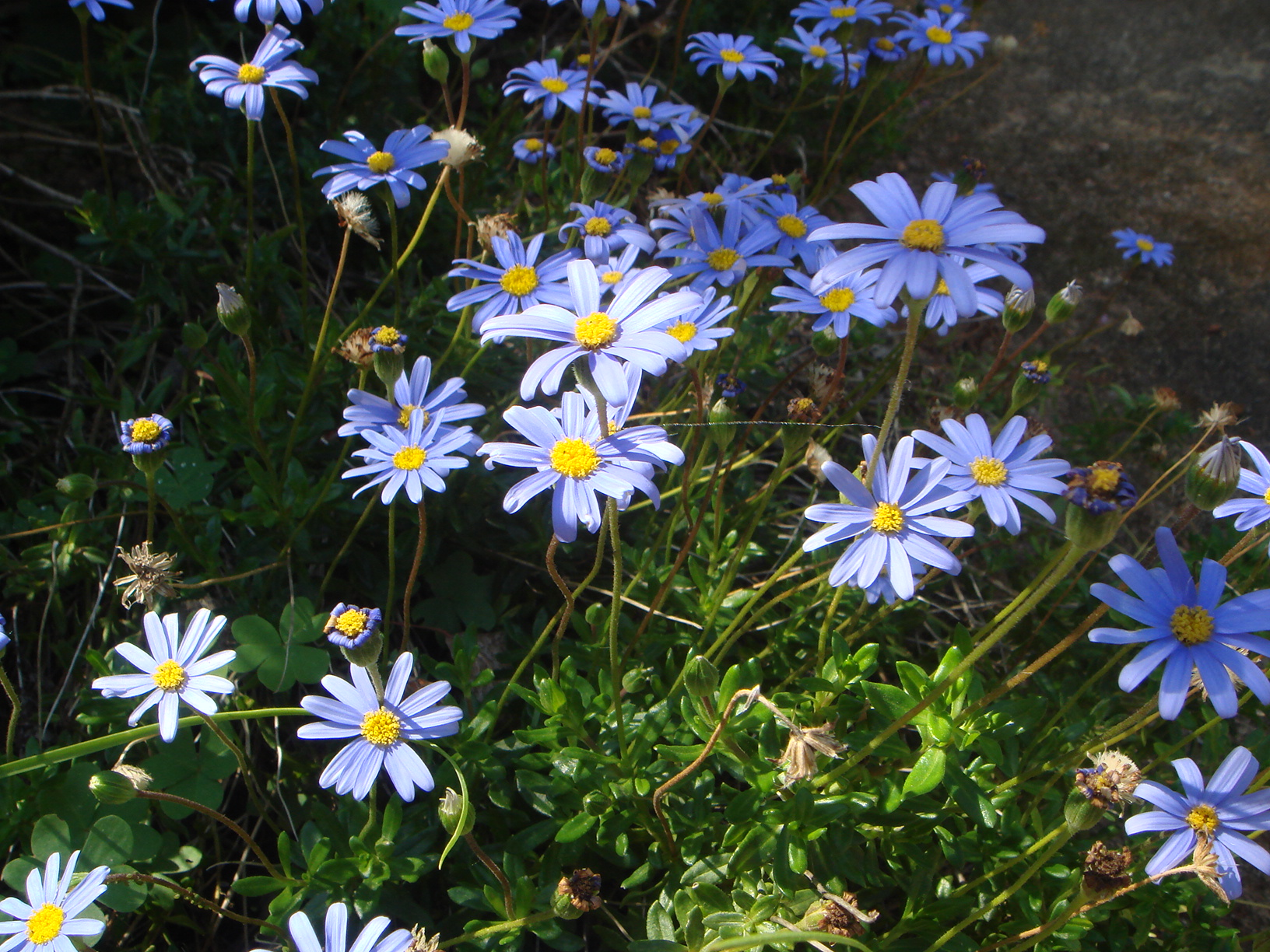
Flores de Felicia amelloides

- Alcornocales y acebuchales termomediterráneos, Arbutus unedo (Madroño), Calicotome villosa, Chamaerops humilis (Palmito), Daphne gnidium (Torvisco), Juniperus phoenicea subsp turbinata, Pistacia lentiscus (lentisco), Quercus suber (Alcornoque), Salvia rosmarinus (Romero),
- Alcornocales sobre areniscas del Aljibe en ombroclimas húmedos piso mesomediterráneo, Ruscus aculeatus, Phillyrea angustifolia (Labiérnago), Erica arborea, Calicotome villosa, Myrtus communis, Genista linifolia, Genista tridentata, Halimium lasianthum subsp. alyssoides, Quercus lusitanica, Phlomis purpurea,
- Quejigares sobre suelos ácidos, durillos (Viburnum tinus), madroños, madreselvas, rosales, zarzamoras, ruscos, zarzaparrilla y brezales con majuelos, helechos y genistas.
- Alisedas y fresnedas junto a cursos de agua, Rhododendron ponticum subsp baeticum (Ojaranzo), Frangula alnus con rosales, zarzas y helechos y en las etapas de degradación encontraremos adelfas (Nerium oleander), Dorycnium rectum y Vinca difformis,

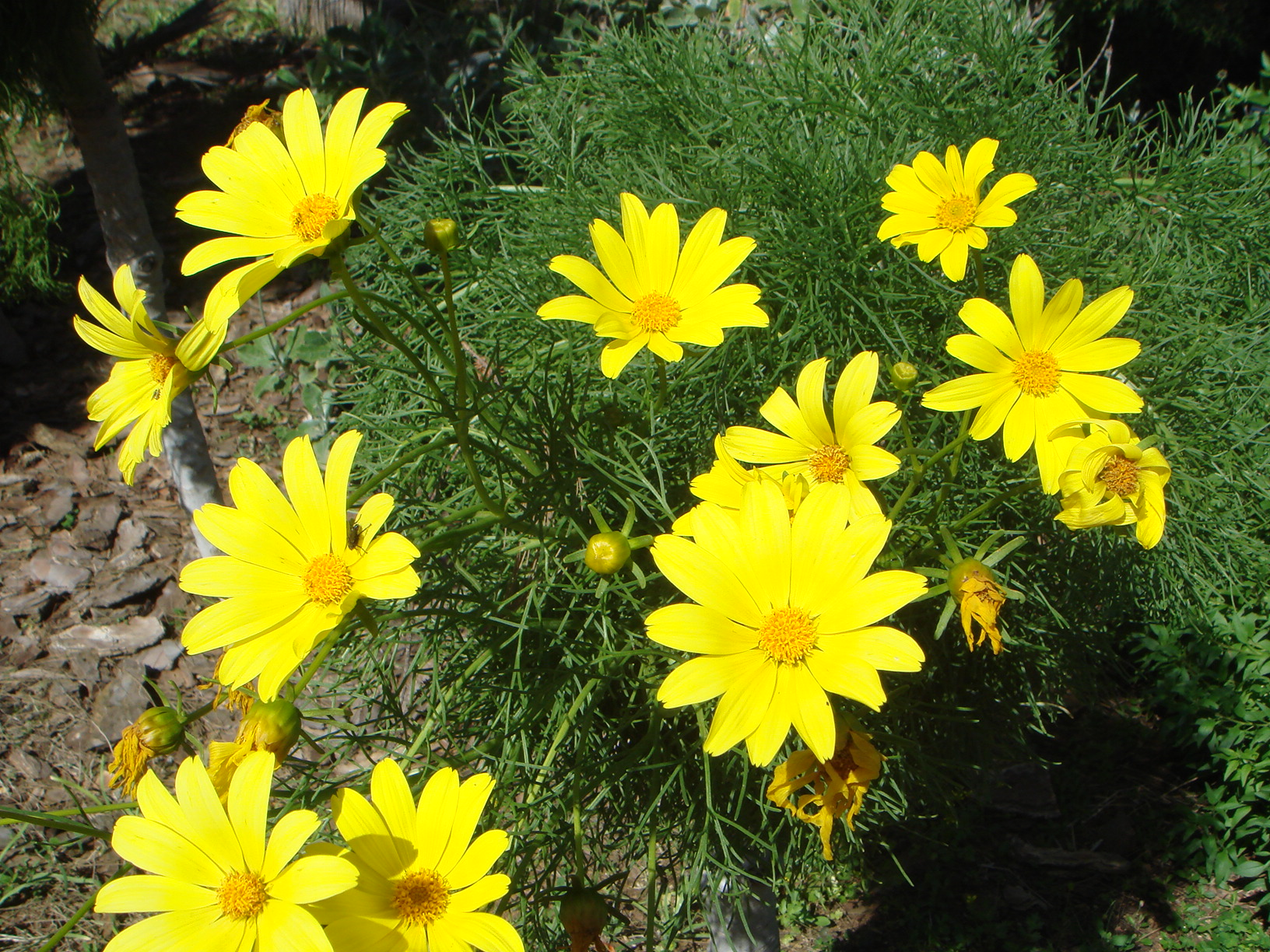
Flores de Coreopsis gigantea

- Acebuchales sobre suelos básicos, con lentiscos, acebuches y espinos negros (Rhamnus lycioides subsp oleoides)
- Encinares termo y mesomediterráneos, con algarrobos, majuelos, coscojas, jazmines silvestres, Thymbra capitata, y Clematis flammula.
- Quejigares de Quercus faginea junto a madroños, durillos, rosales, (pinsapo) Abies pinsapo, Prunus spinosa (endrino), Ulex baeticus, Genista cinerea,
- Rocalla de Solana
  - Dunas, Ammophila arenaria (Barrón), Armeria pungens, Artemisia crithmifolia, Carex arenaria (Grama roja), Cistus albidus, Crucianella maritima, Echium gaditanum (Viborera marítima), Elymus farctus, Agropyrum junceum, Euphorbia paralias (Lechetrezna de mar), Eryngium maritimum (Cardo marino), Helichrysum picardii, Juniperus oxycedrus subsp. macrocarpa (Enebro costero), Limonium emarginatum (Siempreviva maritima), Lotus creticus (Cuernecillo de mar), Malcolmia littorea (Alhelí de mar), Otanthus maritimus (Algodonosa), Pancratium maritimum (Nardo marino), Pinus pinea, Polygonum maritimum (Correguela de mar), Vulpia fontquerana,

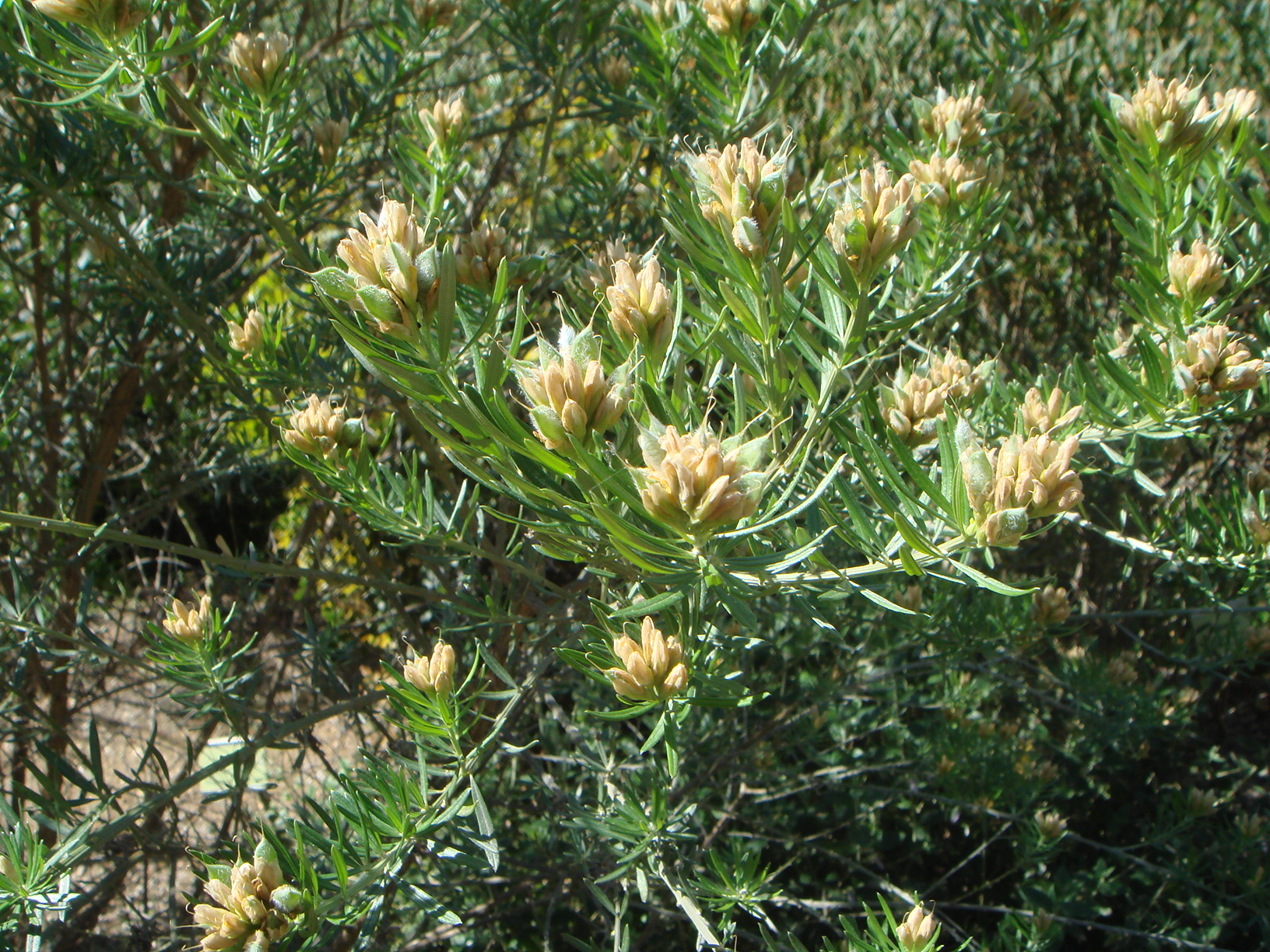
Ejemplar de Teline linifolia

- - Piedra ostionera y Flysch del campo de Gibraltar, con Pallenis maritima, Crithmum maritimum (Hinojo marino), Limonium emarginatum,
  - Areniscas del Aljibe del Campo de Gibraltar, con Sedum hirsutum subsp. baeticum, Dianthus lusitanus, Drosophyllum lusitanicum, Lithodora prostrata subsp lusitanica, en Yesos / Hyparrhenia hirta (Cerrillo peludo), en Ofitas / Acanthus mollis
  - Calizas, con Biscutella frutescens, Chaenorrhinum villosum, Silene andryalifolia, Putoria calabrica, Lavandula lanata, Rupicapnos africana subsp decipiens
- Rocalla de Umbría
  - Gargantas calizas, con Setaginella denticulata, Asplenium sagittatum, Bupleurum gibraltaricum (Adelfilla de Gibraltar), Adiantum capillus-veneris,
  - Arenisca del Aljibe, Psilotum nudum, Polypodium cambricum (Polipodio, Polipuí), Umbilicus rupestris, Osmunda regalis, Culcita macrocarpa, Cheilanthes guanchica, Davallia canariensis, Rhododendron ponticum subsp baeticum (Ojaranzo),

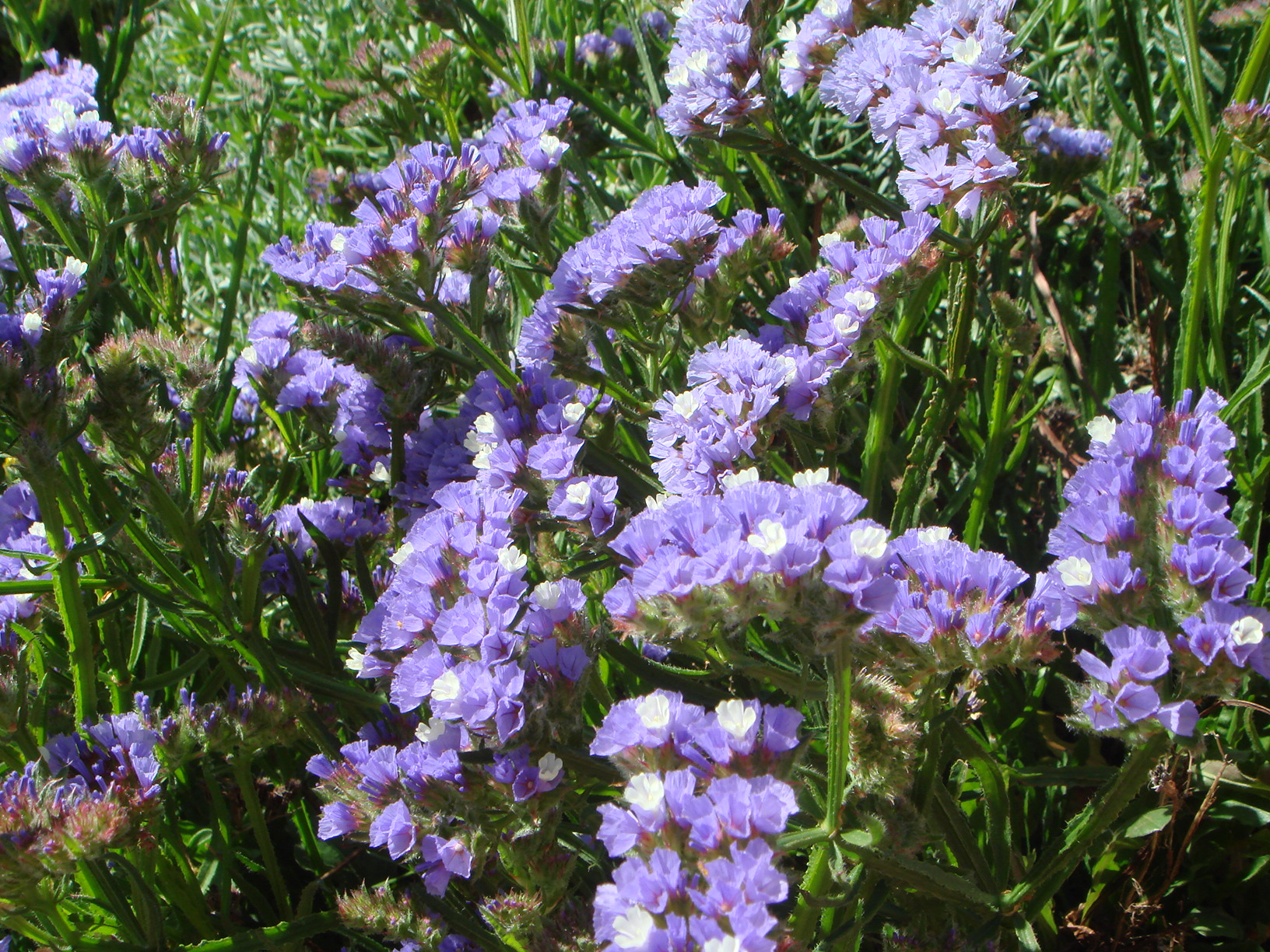
Flores de Limonium sinuatum

- Pinares Costeros, con (Pino piñonero) Pinus pinea, (Sabina) Juniperus phoenicea subsp turbinata, (Lentisco) Pistacia lentiscus, Retama sphaerocarpa (Retama),
- Marismas de Mareas, con Arthrocnemum macrostachyum, Atriplex tornabenei, Halimione portulacoides (Verdolaga marina), Inula crithmoides, Limoniastrum monopetalum, Salsola vermiculata, Salicornia ramosissima, Sarcocornia fruticosa, Sarcocornia perennis, Spartina densiflora, Spartina maritima, Suaeda vera,
- Charcas, lagunas y remansos de ríos de Cádiz
  - Vegetación helofítica, Arundo donax, Phragmites australis, Scirpus holoschoenus, Scirpus maritimus, Cyperus longus, Eleocharis palustris, Glyceria declinata, Glyceria spicata, Typha angustifolia, Typha dominguensis,
  - Vegetación acuática enraizada, Callitriche cribosa, Callitriche stagnalis, Myriophyllum alternifolius, Myriophyllum spicatum, Najas marina, Potamogeton nodosus, Potamogeton pectinatus
  - Vegetación flotante no enrraizada, con Lemna minor, Wolffia arrhiza

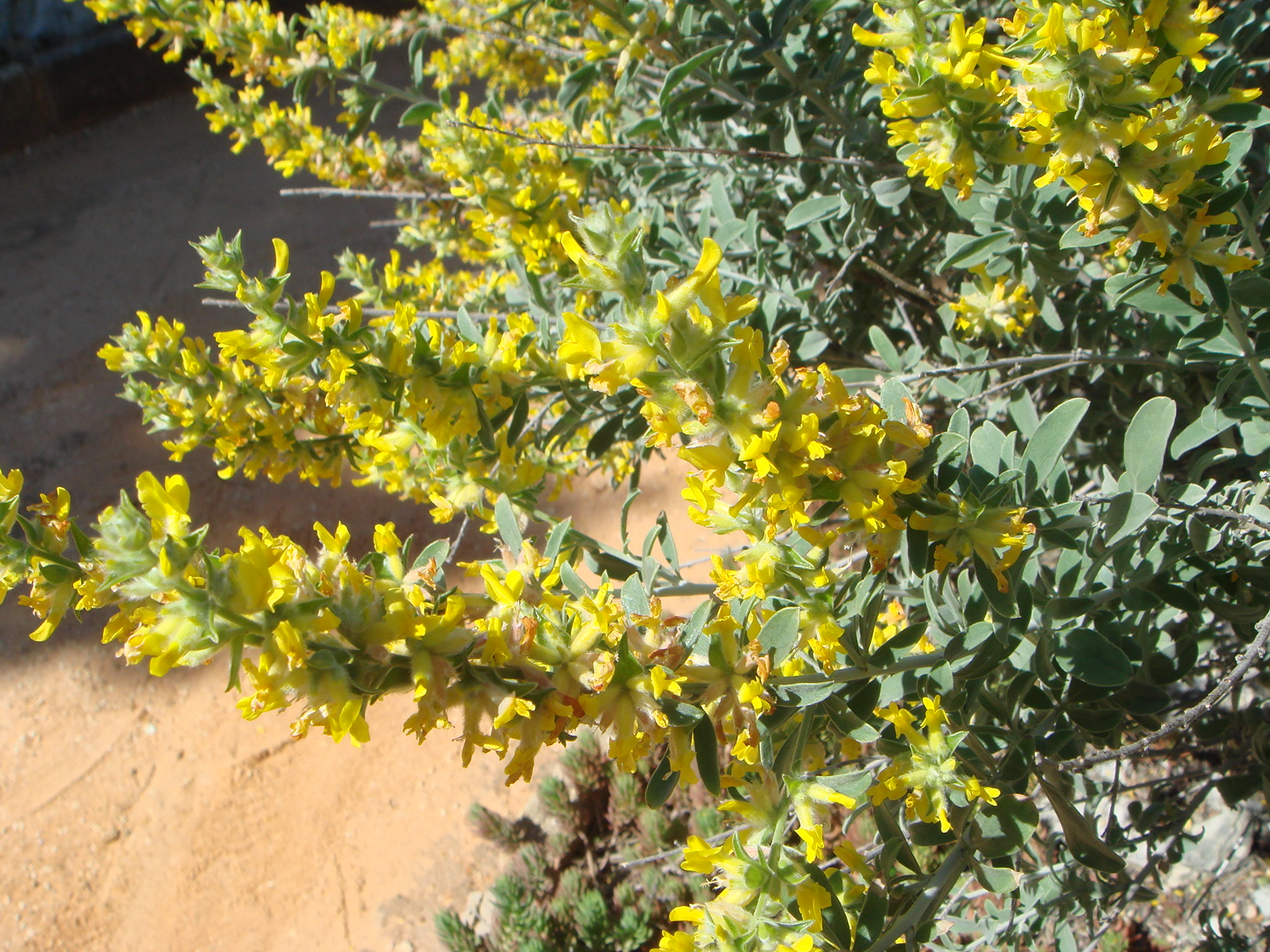
Flores de Anthyllis cytisoides

- Jardín de la Bahía de Cádiz, Cupressus sempervirens (Ciprés), Jacaranda mimosifolia, Phoenix dactylifera (Palmera), Pittosporum tobira (Pitosporo)
- Jardín de aclimatación de especies exóticas de América y Canarias, con flora de carácter tanto ornamental como económica que durante siglos se han ido aclimatando en la zona, Aeonium percarneum (Bejeque, Puntera), Austrocylindropuntia subulata, Agave americana, Cleistocactus straussii (Antorcha plateada), Crassula ovata (Árbol de Jade), Furcraea bedinghausii, Lavandula canariensis (Matorrisco común)
- Plantas de los cultivos tradicionales de la provincia,
- Zona de exposiciones en el Invernadero